# Ridino
Ridino (bulgariska: Ридино) är ett distrikt i Bulgarien.   Det ligger i kommunen Obsjtina Dzjebel och regionen Kărdzjali, i den södra delen av landet, 220 km sydost om huvudstaden Sofia.